# Guido Meini
Guido Meini (Pescia, 17 ottobre 1979) è un dirigente sportivo ed ex cestista italiano.

## Carriera
Dal 1998 al 2000 milita in serie B2 con la società di Massa e Cozzile con cui ottiene una promozione.
Dal 2002 al 2007 vince il secondo campionato in carriera tra le file dell'RB Montecatini Terme.
Dal 2008 al 2012 milita nella Reyer Venezia Mestre con cui ottiene la terza promozione dalla Legadue alla serie A1 e una qualificazione alla Final Eight di coppa Italia nella massima serie.
Dopo quattro stagioni a Venezia passa nell'estate del 2012 alla GiorgioTesi Group Pistoia con cui vince il quarto campionato in carriera e disputa al suo secondo anno i play-off con l’eliminazione al 1º turno con EA7 Emporio Armani Milano.
Ha disputato oltre 230 incontri nel campionato di Legadue.
Nel 2014 fa parte del roster della Pallacanestro Trapani.
Nella stagione 2015-16 milita nella squadra della capitale Pallacanestro Virtus Roma in Legadue, chiudendo la stagione con il 53% da due, 39% da tre e 3,8 assist per gara.
Il 28 luglio 2016 viene ufficializzato il suo ritorno a Montecatini Terme nel Montecatini Basketball, società rifondata con l'unione con la Pallacanestro Monsummano, nella Serie B  a 14 anni dalla sua ultima stagione con Massa Cozzile.
Nel 2018 si riunisce con coach Alberto Tonfoni riformando la coppia vincente degli anni d'oro del basket termale